# Cannibal Ox
Cannibal Ox est un groupe de hip-hop américain, originaire de New York.

## Biographie
Après être apparus sur plusieurs maxis et compilations, Vast Aire et Vordul Mega publient le 15 mai 2001 leur premier album The Cold Vein sur le label Def Jux, produit par El-P. L'opus se démarque des autres albums de rap par le récit très imagé de leur vie dans les rues de New York, le tout orchestré par une ambiance froide et chaotique d'El-P. Cette alchimie fait de The Cold Vein un « classique » du hip-hop underground,.
Les deux rappeurs collaborent avec des artistes de l'écurie Def Jux (El-P, ou Aesop Rock), mais aussi avec le collectif Atoms Family. Ils apparaissent également sur de nombreuses compilations (Def Jux presents ou Wu Tang Meets the indie Culture). En 2004, Vordul Mega et Vast Aire sortent chacun un album solo, alors qu'il y avait des rumeurs indiquant la séparation prochaine de groupe. En 2005, sort un album live, Return of the Ox: Live at CMJ, contenant des titres bonus. Alors qu'un album était annoncé, avec El-P, RZA et Pete Rock à la production, El-P, patron de Def Jux a déclaré, via sa page Facebook le 28 mai 2011, que les deux rappeurs se sont séparés et ont pris artistiquement des chemins différents. En 2013, un nouvel EP, Gotham, est mis en vente.
Le 3 mars 2015, un nouvel album, Blade of the Ronin, est publié, quatorze ans après The Cold Vein.

## Discographie

### Albums studio
- 2001 : The Cold Vein
- 2015 : Blade of the Ronin

### Album live
- 2005 : Return of the Ox: Live at CMJ

### EPs et singles
- 2000 : Iron Galaxy / Straight Off The D.I.C.
- 2001 : Vein/A B-Boy's Alpha
- 2001 : The F Word
- 2013 : Gotham